# SS.10

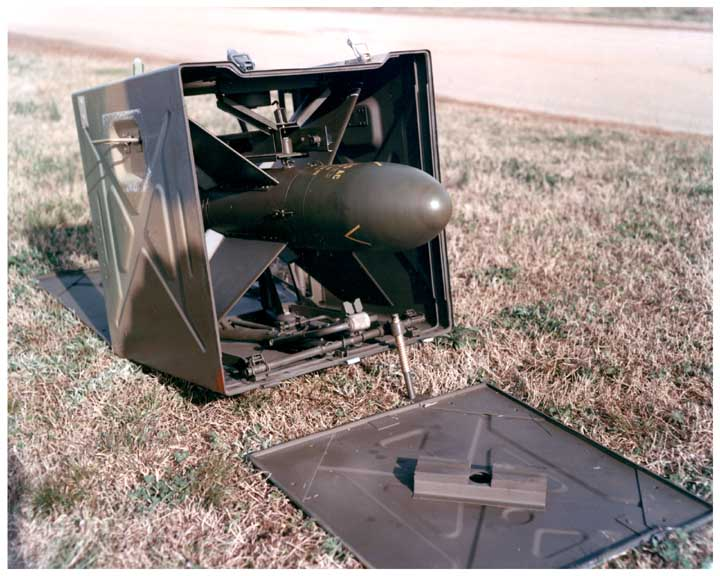
Míssil SS.10 no Redstone Testing Ground dos Estados Unidos em avaliação em 29 de março de 1961.

O Nord Aviação SS.10 foi um míssil anti tanque guiado por fio-guia MCLOS projetado pelo engenheiro francês Jean Bastien-Thiry. No serviço com os Estados Unidos o míssil foi chamado de MGM-21A. O míssil entrou em serviço em 1955, com o exército francês. Ele foi usada brevemente pelo exército dos EUA no início da década de 1960. O míssil cessou a sua produção em janeiro de 1962, depois que cerca de 30.000 mísseis haviam sido produzidos.

## Desenvolvimento
O desenvolvimento começou na França em 1948, quando o Arsenal de l''Aéronautique em Châtillon sous Bagneux começou a visualizar a possibilidade de desenvolver o míssil alemão X-7 ainda mais. O míssil foi projetado para ser barato: Em 1955, o míssil custava 340 Francos e a caixa de controle: 1.750 Francos. Os primeiros disparos de teste ocorreram em 1952. Seu desenvolvimento foi concluído em 1955 e o míssil entrou em serviço com o Exército francês, sob a designação de SS.10 ("Sol-Sol", que em francês significa "de Superfície à Superfície").
O exército dos EUA adquiriu 500 mísseis e três conjuntos de equipamentos lançamento para avaliar um protótipo de uma versão do míssil, entre o início de outubro de 1952 e 1953, mas concluiu que se tratava de um míssil que não estava pronto para uso, mas que o desenvolvimento contínuo deveria ser monitorado. Após o desenvolvimento do míssil ser concluído, os Estados Unidos reavaliaou, o míssil em meados de 1958, e, mais tarde, o SS.11 (também projetado pelo designer Bastien-Thiry) e mísseis Entac foram adquiridos para a uso do Exército.

## História
No final de 1955 Israel ordenou 36 lançadores de SS.10. Eles foram recebidos um ano mais tarde, tarde demais para que as IDF usá-los em 1956, an Crise do Suez. Posteriormente, uma variante autopropelida foi desenvolvida, com quatro lançadores transportadas por caminhões Dodge. No início da década de 1960 SS.10 mísseis foram retirados do serviço na IDF e substituído pelo SS.11.
O exército americano estava interessado no míssil a partir desde sua fase inicial, mas perseguiu o desenvolvimento de seu próprio míssil - o SSM-UM-23 de Dardo. No entanto, após o SSM-UMA-23 ser cancelado em 1958, começaram a considerar a aquisição do SS.10 e SS.11. Em fevereiro de 1959, eles decidiram comprar o SS.10 como uma medida provisória para preencher esse papel. O míssil foi entregue em janeiro de 1960, e retirado de serviço em 1963, em favor do MGM-32 Entac. O míssil recebeu a designação MGM-21A.

## Características gerais
- Comprimento: 8,6 m
- Envergadura: 75 cm
- Diâmetro: 16,5 cm
- Peso de lançamento: 15 kg
- Velocidade: 80 m/s
- Alcance: 500 a 1600 m
- Orientação: fio-guia MCLOS
- Ogiva: 5 kg de explosivo de carga-oca de 400 mm versus RHA

## Modelos

### Protótipos
- Nord-5201 - protótipo de duas asas.
- Nord-5202 - protótipo de quatro asas.
- Nord-5203 - versão final de produção.

### Versões de produção
- SS.10 / MGM-21A

## Operadores

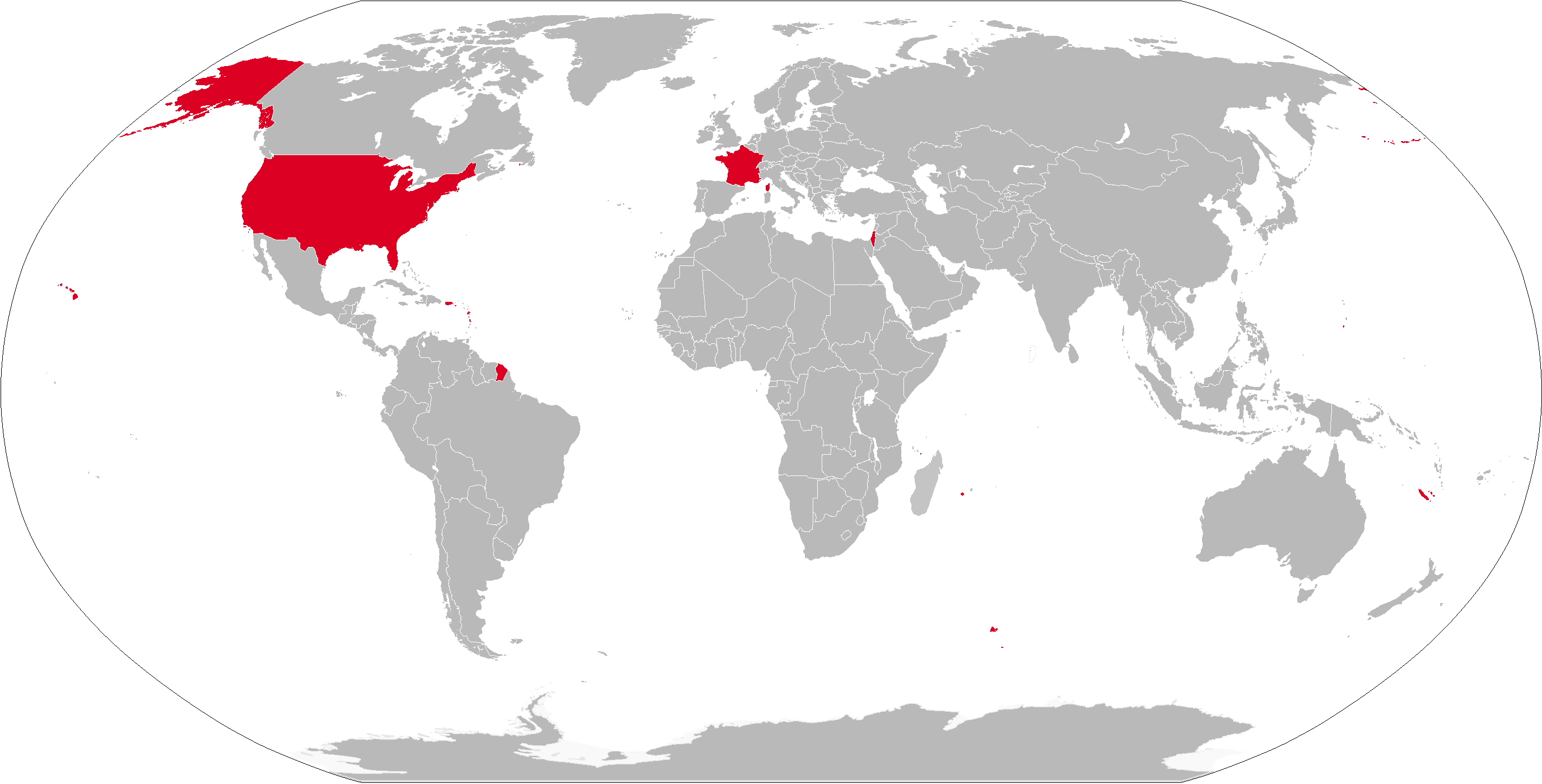
Mapa com os operadores de SS.10 em vermelho

### Ex-operadores
France
 Israel
 United States